# CR Flamengo
A Clube de Regatas do Flamengo, röviden Flamengo egy brazil sportegyesület, melyet 1895-ben Rio de Janeiróban alapítottak. A Carioca bajnokságban és az országos első osztály, a Série A küzdelmeiben vesznek részt. Az együttes az egyike azon két klubnak (a másik klub a São Paulo FC), akik egyszer sem estek ki az első osztályból. A labdarúgáson kívül, evezős, úszó, röplabda, atlétika és kosárlabda szakosztályokkal is rendelkeznek.

## Története
A evezős klubot 1895. november 17-én alapította (az évfordulókat minden év november 15-én, a nemzeti függetlenség napján tartják.) José Agostinho Pereira da Cunha, Mário Spindola, Nestor de Barros, Augusto Lopes, José Félix da Cunha Meneses and Felisberto Laport. A labdarúgó szakosztály alapításának lehetősége akkor vetődött fel, amikor pár elkeseredett labdarúgó a Fluminenséből felkereste a vezetőséget. 1911. december 24-én hozták létre hivatalosan a labdarúgócsapatot, és első mérkőzését 1912-ben játszották a Mangueira ellen, amit 16-2 arányban nyertek meg. Alberto Borghert, Othon de Figueiredo Baena, Píndaro de Carvalho Rodrigues, Emmanuel Augusto Nery, Ernesto Amarante, Armando de Almeida, Orlando Sampaio Matos, Gustavo Adolpho de Carvalho, Lawrence Andrews és Arnaldo Machado Guimarães alkották a csapat gerincét (Borghert emellett evezős versenyeken is indult). Ez év július 7-én találkoztak a Fluminensével, ahol 3-2-es vereséget szenvedtek. Egymás elleni mérkőzéseiket (Fla-Flu derbi) azóta a világ egyik legnagyobb rivális összecsapásának tartják.

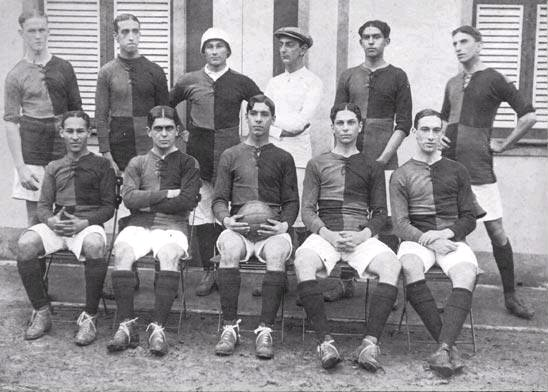
A labdarúgócsapat 1912-ben a Paissandu elleni mérkőzés előtt.

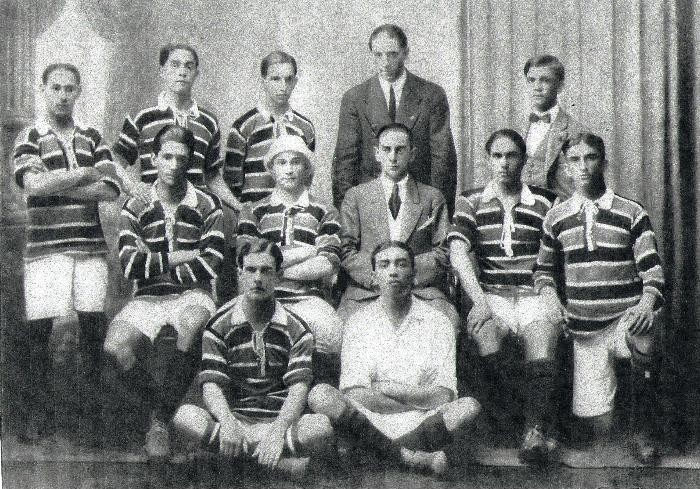
1914. Az első Carioca bajnokság győztesei.

## Sikerlista

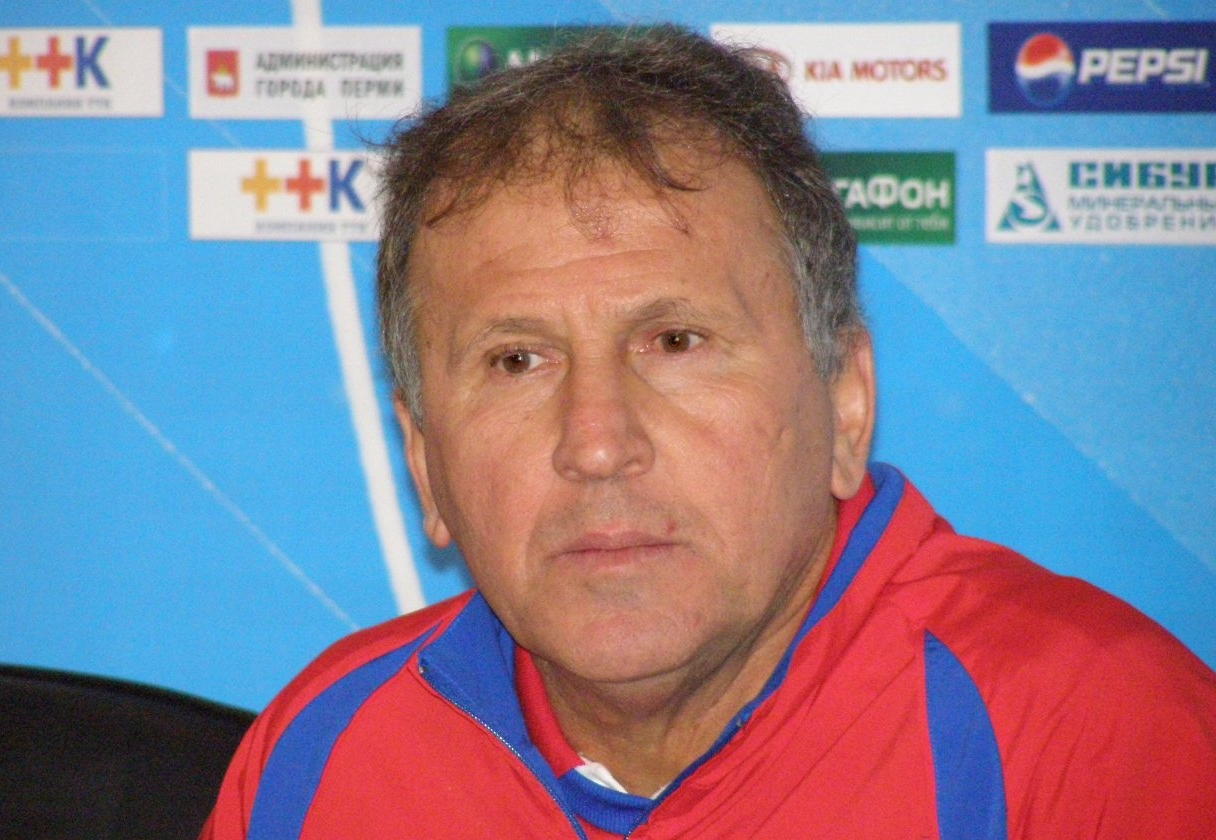
Zico, a csapat legendás játékosa 1971-83-ig, majd 1985-89-ig, szinte minden klubrekordot megdöntött.

### Hazai
- 7-szeres bajnok: 1980, 1982, 1983, 1992, 2009, 2019, 2020
- 4-szeres kupagyőztes:  1990, 2006, 2013, 2022
- 1-szeres bajnokok kupája győztes:  2001
- 2-szeres szuperkupa győztes:  2020, 2021

### Állami
- 38-szoros Carioca bajnok: 1914, 1915, 1920, 1921, 1925, 1927, 1939, 1942, 1943, 1944, 1953, 1954, 1955, 1963, 1965, 1972, 1974, 1978, 1979 (C), 1979 (S), 1981, 1986, 1991, 1996, 1999, 2000, 2001, 2004, 2007, 2008, 2009, 2011, 2014, 2017, 2019, 2020, 2021, 2024
- 1-szeres Torneio Rio-São Paulo győztes: 1961
- 24-szeres Taça Guanabara győztes:: 1970, 1972, 1973, 1978, 1979, 1980, 1981, 1982, 1984, 1988, 1989, 1995, 1996, 1999, 2001, 2004, 2007, 2008, 2011, 2014, 2018, 2020, 2021, 2024

### Nemzetközi
- 1-szeres Interkontinentális kupa győztes: 1981
- 3-szoros Libertadores-kupa győztes: 1981, 2019, 2022
- 1-szeres Copa Mercosur győztes: 1999

### Egyéb címek
- 2-szeres Ramón de Carranza-kupa győztes: 1979, 1980

## Játékoskeret
2021. szeptember 10-én frissítve.
| #  |         | Poszt | Név                                                         |
| -- | ------- | ----- | ----------------------------------------------------------- |
| 1  | Brazil  | K     | Diego Alves                                                 |
| 2  | Brazil  | V     | Gustavo Henrique                                            |
| 3  | Brazil  | V     | Rodrigo Caio                                                |
| 4  | Brazil  | V     | Léo Pereira                                                 |
| 5  | Brazil  | KP    | Willian Arão                                                |
| 6  | Brazil  | V     | Renê                                                        |
| 7  | Brazil  | KP    | Everton Ribeiro                                             |
| 8  | Brazil  | KP    | Thiago Maia (kölcsönben a Lille csapatától)                 |
| 9  | Brazil  | CS    | Gabriel Barbosa                                             |
| 10 | Brazil  | KP    | Diego                                                       |
| 11 | Brazil  | CS    | Vitinho                                                     |
| 14 | Uruguay | KP    | Giorgian De Arrascaeta                                      |
| 16 | Brazil  | V     | Filipe Luís                                                 |
| 18 | Brazil  | KP    | Andreas Pereira (kölcsönben a Manchester United csapatától) |
| 19 | Brazil  | CS    | Michael                                                     |

| #  |          | Poszt | Név                                         |
| -- | -------- | ----- | ------------------------------------------- |
| 20 | Brazil   | V     | Rodinei                                     |
| 21 | Brazil   | CS    | Pedro                                       |
| 22 | Brazil   | K     | Gabriel Batista                             |
| 23 | Brazil   | V     | David Luiz                                  |
| 25 | Paraguay | KP    | Robert Piris Da Motta                       |
| 27 | Brazil   | CS    | Bruno Henrique                              |
| 30 | Brazil   | V     | Bruno Viana (kölcsönben a Braga csapatától) |
| 33 | Brazil   | CS    | Kenedy (kölcsönben a Chelsea csapatától)    |
| 34 | Brazil   | V     | Matheuzinho                                 |
| 35 | Brazil   | KP    | João Gomes                                  |
| 36 | Brazil   | V     | Ramon                                       |
| 37 | Brazil   | K     | César                                       |
| 44 | Chile    | V     | Mauricio Isla                               |
| 45 | Brazil   | K     | Hugo Souza                                  |
| 63 | Brazil   | CS    | Vitor Gabriel                               |

## Ismertebb játékosok

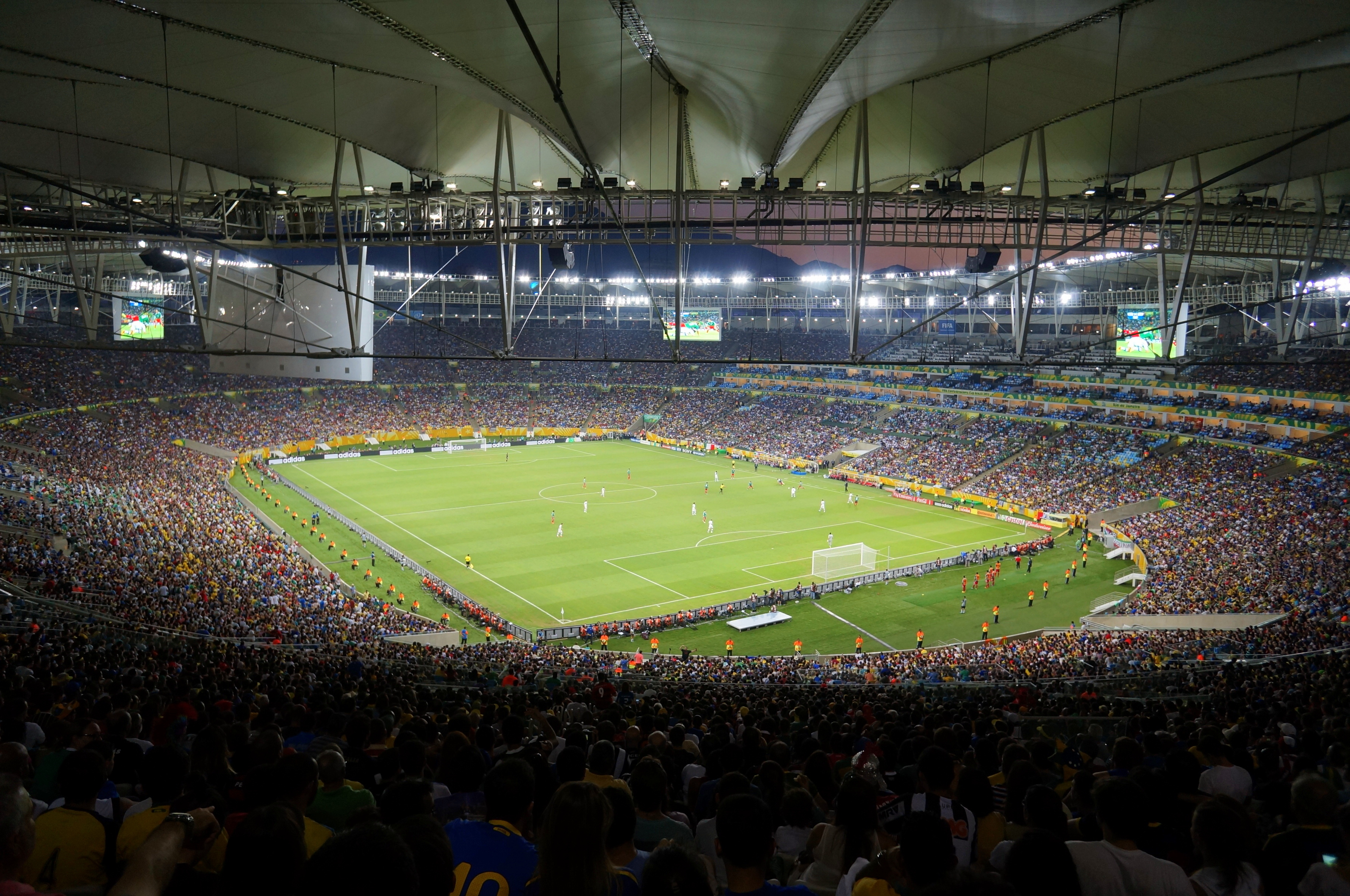
Maracanã Stadion

- Domingos
- Friedenreich
- Zizinho
- Leônidas
- Garrincha
- Gérson
- Raul Plassman
- Nunes
- Júnior
- Leandro
- Zico
- Sócrates
- Casagrande
- Romário
- Bebeto
- Dejan Petković
- Sávio
- Marcelinho Carioca
- Adriano
- Ronaldinho
- Júlio César
- Juan
- Vágner Love